# Biblioteca Teológica de Cesareia Marítima
A Biblioteca Teológica de Cesareia Marítima foi uma biblioteca dos cristãos de Cesareia Marítima, na Palestina, na antiguidade.

## História
Sob Orígenes, e especialmente, sob o presbítero e estudioso Pânfilo de Cesareia, um ávido colecionador de livros sobre as Escrituras, a escola teológica de Cesareia ganhou reputação por ter a mais completa biblioteca eclesiástica de seu tempo, contendo mais de 30.000 manuscritos: Gregório de Nazianzo, Basílio, o Grande, Jerônimo e outros vieram estudar nela. O texto-tipo cesariano é reconhecido pelos estudiosos como um dos mais antigos tipos do Novo Testamento.
São Pânfilo devotou sua vida a procurar e adquirir textos antigos, que ele colecionou na famosa biblioteca que Jerônimo depois se utilizaria, e estabeleceu uma escola para o estudo da Teologia. No scriptorium, um anexo necessário às bibliotecas da antiguidade, ele supervisionou a produção de acuradas cópias editadas das Escrituras. Testemunhos ao seu zelo e cuidado neste trabalho podem ser encontrados no colofão de manuscritos bíblicos. Em De Viris Illustribus (cap. 75), Jerônimo afirma que Pânfilo "transcreveu a maior parte das obras de Orígenes de Alexandria de seu próprio punho" e que "estes ainda estão preservados na biblioteca de Cesareia".
Entre os inestimáveis tesouros perdidos na biblioteca estava o Evangelho segundo os Hebreus. Jerônimo conhecia esta cópia do chamado texto "Hebreu" ou Aramaico do Evangelho de Mateus e Eusébio se refere ao catálogo da biblioteca, que ele anexou à sua obra sobre a vida de Pânfilo (Vita, hoje perdida). Numa passagem dela, citada por Jerônimo, ele descreve como Pânfilo fornecia os estudiosos mais pobres com as necessidades da vida e não apenas lhes emprestava, mas dava-lhes cópias das Escrituras, que ele mantinha em grande quantidade. Da mesma forma, ele também as fornecia às mulheres que se devotassem a estudar. O grande tesouro da biblioteca de Cesareia era a cópia pessoal de Orígenes de "Hexapla", provavelmente a única cópia já feita. Ela foi consultada por Jerônimo.
As coleções da biblioteca sofreram durante as perseguições sob o reinado dos imperadores Diocleciano e Maximino Daia, embora tenham sido logo reparados pelos bispos de Cesareia. Ela foi citada no século VI, mas Henry Barclay Swete acredite que ela provavelmente não sobreviveu muito após a captura da Cesareia pelos Sarracenos em 638 e este é o consenso entre os estudiosos atualmente: a "grande biblioteca [30.000 volumes em 630 {O’Connor 1980:161}] sobreviveu em Cesareia até ser destruída pelos árabes no século VII".